# Jork (przylądek)
Jork (ang. Cape York) – najdalej na północ wysunięty przylądek Australii, leżący na półwyspie Jork w stanie Queensland. Punkt ten znajduje się w Cieśninie Torresa, między Zatoką Karpentaria na zachodzie a Morzem Koralowym po przeciwnej stronie. Jest oddalony o ok. 140 km od Nowej Gwinei.